# Abrostola confusa
Abrostola confusa är en fjärilsart som beskrevs av Claude Dufay 1958. Abrostola confusa ingår i släktet Abrostola och familjen nattflyn. Inga underarter finns listade i Catalogue of Life.